# Chiesa di San Girolamo Dottore (Camposanto)
La chiesa di San Girolamo Dottore è la parrocchiale a Cadecoppi, frazione di Camposanto. La sua costruzione risale al XV secolo.

## Storia
La costruzione della chiesa parrocchiale a Cadecoppi venne ultimata nel 1490 per volontà della Contessa Violante Martinengo Rangoni, e la documentazione che lo attesta viene conservata presso l'archivio notarile modenese.
Non si hanno notizie sicure che permettano di descrivere l'edificio nei primi tempi ma sembra accertato che fosse a navata unica, avesse almeno due altari e il fonte battesimale, caratteristica delle parrocchiali.
All'inizio del XVIII secolo venne notevolmente ampliata con una navata centrale, un nuovo presbiterio ed il coro. Inoltre vennero costruite quattro nuove cappelle che sostituirono gli altari laterali.
All'inizio del secolo seguente la struttura venne restaurata con la creazione di un passaggio tra sala e canonica sino ad allora mancante e venne edificata una seconda sacrestia simmetrica rispetto a quella già esistente.
Nel XX secolo venne sistemata la zona del sagrato e nel primo dopoguerra fu rifatta la pavimentazione della sala e in questo modo vennero perdute le tracce delle antiche tombe che qui erano presenti.
Dopo la metà del secolo venne realizzato l'adeguamento liturgico con un'operazione che comportò la distruzione della balaustra presbiteriale, inoltre vennero completamente sostituite le grandi vetrate presenti sulla facciata e nella zona absidale.
Quando si verificò il terremoto dell'Emilia del 2012, la chiesa riportò molti danni ed il campanile fu dichiarato a rischio crollo. La documentazione conservata in una parte della canonica vicina al campanile venne recuperata con l'intervento dei vigili del fuoco di Modena.